# Río Botamo
Pour les articles homonymes, voir Botamo.
Le río Botamo est un cours d'eau de l'Amazonie vénézuélienne. Situé dans la municipalité d'Alto Orinoco à l'est de l'État d'Amazonas, il est un sous-affluent de l'Orénoque et se jette sur la rive gauche du río Padamo à proximité de la localité de Tuquirijuña. 